# حمید شاهنگیان
حمید شاهنگیان (زادهٔ ۱۳۲۸) آهنگساز، نوازنده، تنظیم کننده موسیقی اهل ایران است.

## زندگی
۱۲ بهمن ۱۳۵۷، مراسم استقبال از سید روح‌الله خمینی با حضور هزاران نفر از مردم سراسر ایران در بهشت زهرا تهران، در کنار مزار کشته شدگان انقلاب ۱۳۵۷ ایران برگزار شد. در این مراسم تلاوت آیات قرآن توسط محمد اصفهانی اجرا شد. محمد اصفهانی که در آن زمان نوجوان بود٬ توسط حمید شاهنگیان برای تلاوت قرآن هنگام ورود روح‌الله خمینی به فرودگاه مهرآباد انتخاب شده بود. 
کتاب «برخیزید»، خاطرات شفاهی سیدحمید شاهنگیان است که توسط روح الله رشیدی تدوین شده است و به عنوان اثر برگزیده اولین جایزه کتاب پیشرفت در بخش فرهنگی-اجتماعی انتخاب شده است.

## ترانه‌شناسی حمید شاهنگیان
- خمینی ای امام: سروده حمید سبزواری و خوانندگی محمد گلریز[۵] این اثر در وزارت ارشاد ثبت معنوی شده‌است.[۶]

- برخیزید ای شهیدان راه خدا
- زندانی
- برخیزیم در هوای آزادی
- نصر من الله، ۱۷ شهریور
- ۱۳ آبان
- بپا خیزید
- سرباز
- انقلاب اسلامی
- جانبازی صبورم[۷]